# Ritten

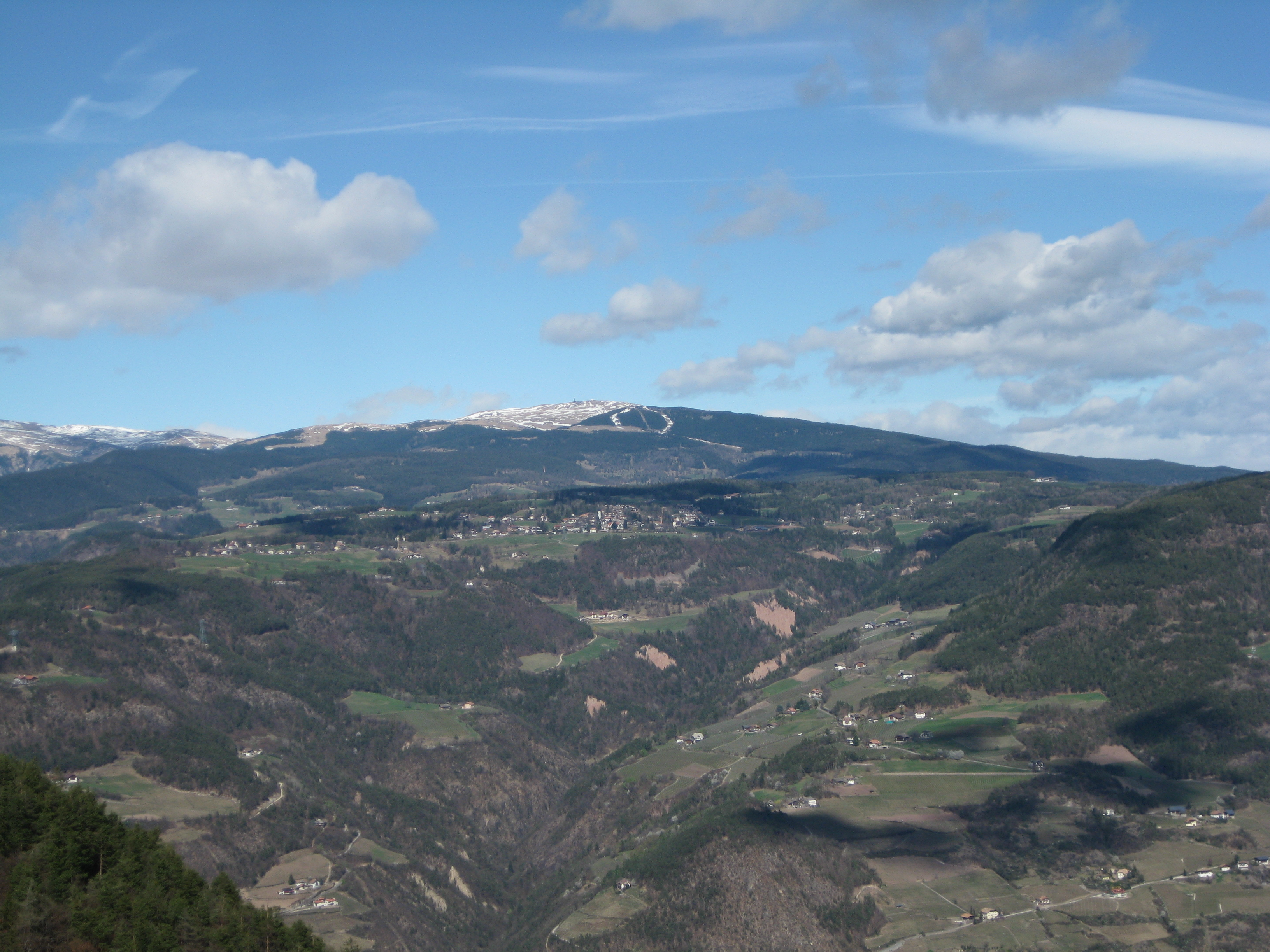
Blick von Süden auf das Hochplateau des Ritten, im Hintergrund das Rittner Horn

Der Ritten (italienisch Renon,  ladinisch Renon), seltener auch Rittner Berg, ist ein Bergrücken im Südosten der Sarntaler Alpen in Südtirol. Begrenzt wird er im Westen vom Sarntal, im Osten vom Eisacktal und im Süden vom Bozner Talkessel. Im Norden wird er vom Rittner Horn (2260 m) überragt. Die Siedlungen auf dem etwa 800 bis 1300 m hoch gelegenen plateauartigen Bereich des Bergrückens gehören zur gleichnamigen Gemeinde Ritten.

## Geographie

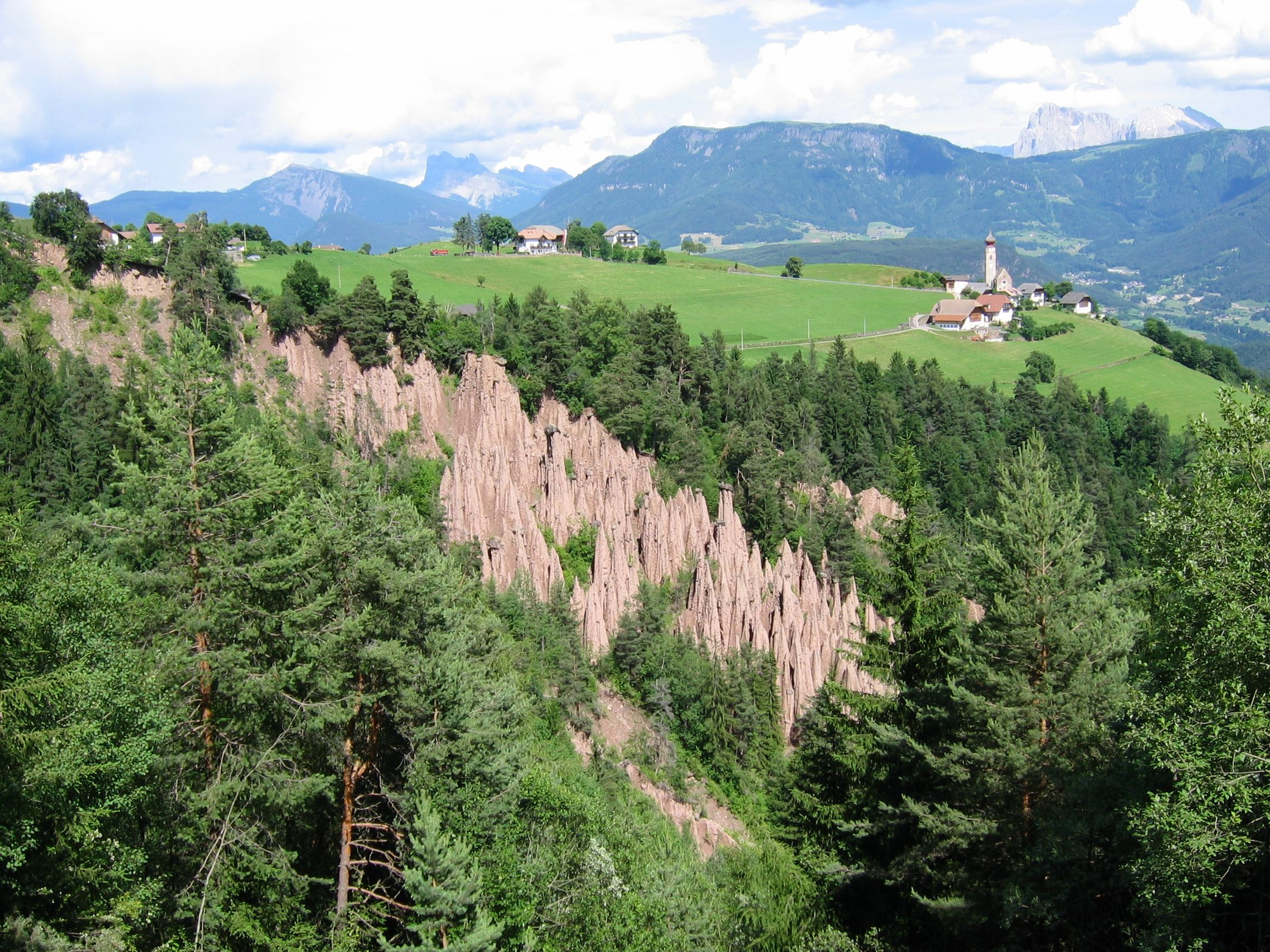
Rittner Erdpyramiden von Westen mit Nikolauskapelle in Mittelberg und den Dolomiten

Der Ritten gehört zusammen mit dem Tschögglberg und dem Regglberg zu den größtenteils aus der Etschtaler Vulkanit-Gruppe (Bozner Quarzporphyr) aufgebauten mittelgebirgigen Höhenzügen in der Gegend um Bozen. Das heutige Relief des Ritten wurde wesentlich durch eiszeitliche Gletschertätigkeit geprägt, die zahlreiche glaziale Wannen und erratische Blöcke zurückließ. Bekannt ist der Bergrücken für seine Erdpyramiden (etwa am Rivelaunbach), durch Erosion entstandene schlanke Erdpfeiler mit einem Deckstein.
Der Ritten ist aufgrund seiner geologischen Gegebenheiten relativ wasserarm. Dennoch gibt es eine Reihe von Weihern, darunter der Wolfsgrubner See, und Mooren. Der Ritten zeichnet sich durch eine vielfältige Vegetation aus. In tieferen Bereichen des Südhangs oberhalb von Bozen dominieren submediterrane Laubmischwälder, die durch wärmeliebende Hopfenbuchen und Flaumeichen charakterisiert werden. In Höhenlagen zwischen 800 und 1000 m schließen Kiefernwälder an, darüber folgen Fichten- und Zirbenwälder. Die höchstgelegenen Gegenden des Bergrückens nahe der Waldgrenze sind mit Zwergstrauchgesellschaften bewachsen.

## Geschichte
Der Rittner Forst ist bereits um 1080 in einer lateinischen Traditionsnotiz des Klosters Ebersberg als forestis Ritanensis urkundlich bezeugt. Im Tiroler landesfürstlichen Gesamturbar Graf Meinhards II. von Tirol-Görz bildet der perch ze Ritten ein eigenes Abgabenamt.
Seit 1907 wird der Ritten durch die Rittner Bahn erschlossen, die 2013 erneuert wurde. Seit 1966 verbindet die Rittner Seilbahn das Hochplateau mit der Südtiroler Landeshauptstadt Bozen. 1971 wurde eine für den allgemeinen Kraftverkehr taugliche Verbindungsstraße nach Bozen eröffnet.

## Siedlungen

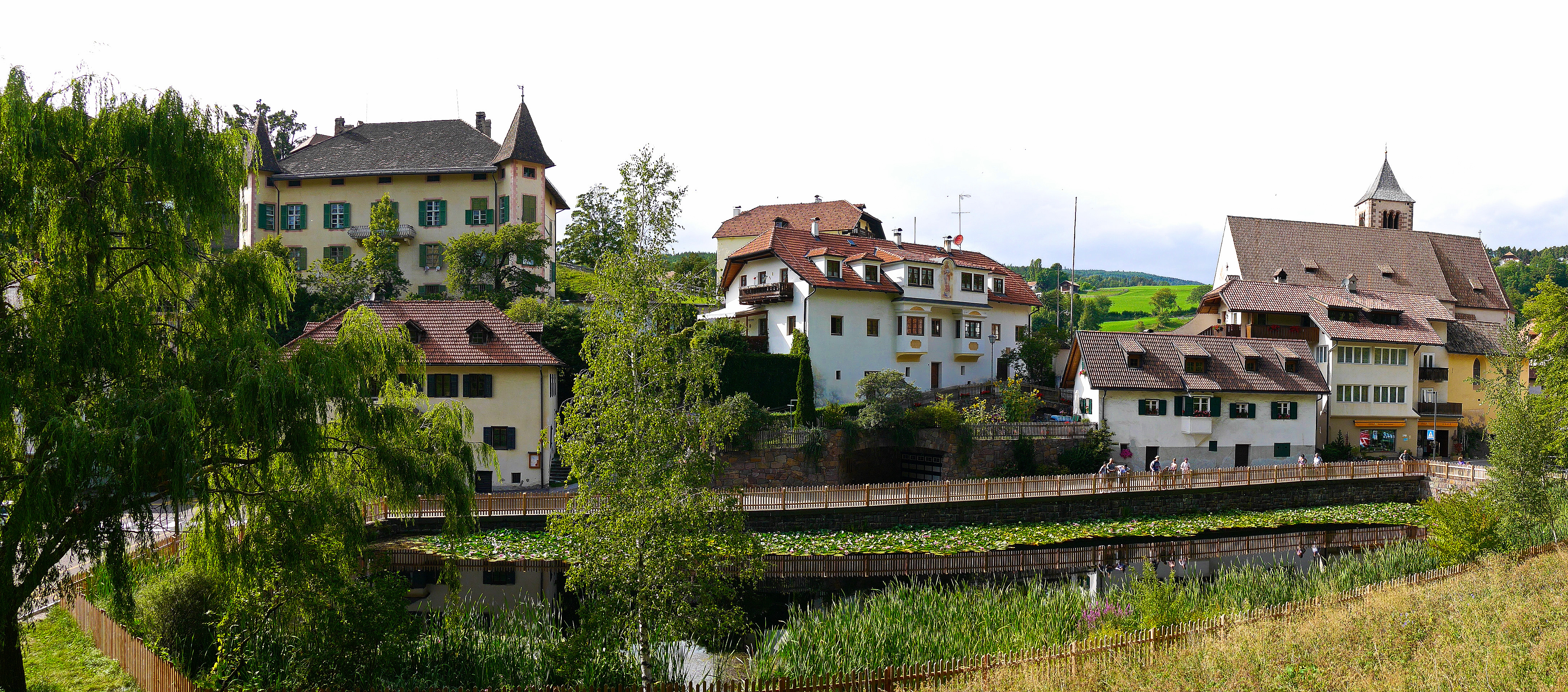
Lengmoos

Die größten Dörfer auf dem etwa 800 bis 1300 m hohen plateauartigen Bereich des Ritten – auch Rittner Hochplateau, Rittner Plateau oder Rittner Hochebene genannt – sind Klobenstein, Lengstein, Oberbozen (einschließlich Maria Himmelfahrt), Oberinn, Unterinn und Wangen, die allesamt zur Gemeinde Ritten gehören. Weiters sind zahlreiche kleinere Ortschaften (Lengmoos, Mittelberg, Siffian, Signat und Wolfsgruben), Weiler und Gehöfte über den Bergrücken verstreut. Deutlich tiefer, an den Steilhängen knapp über dem Bozner Talkessel, liegen die bereits zum Gebiet der Stadtgemeinde zählenden Ortschaften St. Magdalena, St. Justina und Leitach.